# VTOL
- Övre vänster: Hovrande amerikansk Bell Boeing V-22 Osprey.
- Övre höger: Brittisk McDonnell Douglas Harrier II modell GR9.
- Lägre vänster: VTOL-funktion av Jakovlev Jak-38.
- Lägre höger: Hovrande sovjetisk Yak 38.

VTOL (akronym av engelska: vertical take-off and landing, "vertikal start och landning") är en flygterm som åsyftar på flygfarkoster som kan starta och landa lodrätt utan landningsbana. VTOL-förmåga påträffas naturligt hos de flesta aerostater, helikoptrar och tiltrotorplan, men förekommer även hos vissa jetflygplan, vilka använder vektoriserad dragkraft och eller lyftmotorer (vertikalt lyftande motorer) för vertikal start och landning.
Exempel på VTOL-flygplan är exempelvis British Aerospace Harrier, Jakovlev Jak-38, Bell/Boeing V-22 Osprey och Lockheed Martin F-35B Lightning II.